# Porcelaine
Der Porcelaine ist eine von der FCI (Nr. 30, Gr. 6, Sek. 1.2) anerkannte französische Hunderasse.

## Herkunft und Geschichtliches
Der Porcelaine hat seine Ahnen bei den großen Jagdhunden des Mittelalters. Mitte des 19. Jahrhunderts wurde er mit dem Somerset Harrier gekreuzt, anschließend kam noch der Grand Gascon Saintongeois hinzu. Die Rasse festigte sich, so dass er ab 1898 auf Ausstellungen gezeigt wurde. Der Name soll daher stammen, dass sein Fell wie Porzellan schimmert.

## Beschreibung
Bis 58 cm  großer und 28 kg schwerer Jagdhund, sehr weiß mit rundlichen orangefarbenen Flecken. Das Haar ist kurz, fein, dicht und seidig glänzend, die Ohren sind sehr groß, lappig und wenn man sie nach vorne legt, reichen sie bis zur Nasenspitze.

## Verwendung
Ursprünglich als Meutehund eingesetzt, Jagdhund